# Борсуки (Кам'янець-Подільський район)
Борсуки́ — село в Україні, у Кам'янець-Подільському районі Хмельницької області.

## Етимологія
Посесивна відантропонімна назва. Барсук (поч. XV ст.), Борсук (1584). Ймовірно назва пішла від великої кількості борсуків, які водилися у навколишніх лісах.

## Загальні відомості
Повз село протікає яром річка Данилівка, яка бере свій початок в с. Песець і протікає повз села Садове, Борсуки, Шебутенці, Березівка і впадає в русло Дністра. На півночі межує з селом Садовим, на схід від села через яр розташоване село Пилипи-Хребтіївські, на півдні з Шебутенцями та на заходи дотичне до села Шелестяни.
В селі є початкова загальноосвітня школа І-ІІ ступенів навчання, амбулаторія, бібліотека та будинок культури. Серед пам'яток є пам'ятник воїнам, які загинули під час визволення села в Другій світовій війні та пам'ятник-погруддя Леніну.

## Історія
Село згадується у грамоті 1 березня (10 березня за новим стилем) 1440 року — король Володислав підтверджує за Петром Одровонжем 13 раніше наданих йому Ягайлом сіл. Село вперше згадується в історичних документах у 1443 році. Проте існує досить цікавий уривок з дарчого документу братів Костянтина та Федора Коріятовичів датованого 1388 роком про надання у тимчасове володіння пану Немирі з Бакоти деякого села «Борсуківці» (так раніше називались Борсуки). Впродовж свого існування деякий час належало панському роду Тшечеських, наприкінці XIX ст. було у власності Юліана та Віктора (можливо йому належало сусіднє село Попівка) Іжицьких.
Борсуки позначені на «Генеральній карті України», або ж «Загальному плані Диких Полів, простіше кажучи Україна, з незалежними провінціями» («Generalis Camporum Desertorum vulgo Ukraina. Cum adjacentibus Provinciis») французького інженера Гійома Боплана (був на службі у польського короля, будував фортифікаційні споруди) виданій у 1648 році у Данцигу.
У 1795—1797 роках Борсуки входили до Ушицького округу Подільського намісництва, а в 1797—1923 роках до Косиковецької волості Ушицького повіту Подільської губернії.
Згідно статиситичних даних Центрального статистичного комітету, що опубліовані 1885 року, в Борсуках проживало 1101 особа, було: 148 дворових господарств, православна церква, заїжджий будинок.
Село до 1930 року називалось Борсуківці.
Колишній орган місцевого самоуправління — Борсуківська сільська рада.

### Часи Голодомору на селі
За даними офіційних джерел (тогочасних ЗАГСів, які хоч і не завжди реєстрували правдиву кількість померлих, саме від голоду, бо було заборонено вказувати, що людина померла голодною смертю) в селі в 1932—1933 роках загинуло близько 13 жителів села. На сьогодні встановлено імена лише 7 осіб. Мартиролог укладений на підставі поіменних списків жертв Голодомору 1932—1933 років, складених Федірківською сільською радою згідно даних місцевого РАГСу (хоча й звіритися з конкретними документальними свідченнями стає майже неможливо, оскільки не всі вони дійшли до наших днів, у силу різних обставин Поіменні списки зберігаються в Державному архіві Хмельницької області.
Кількість померлих і їх особисті дані не є остаточними, оскільки не всі дані збереглися і не все заносилося до книг обліку тому є ймовірність, того, що мартиролог Голодомору в селі буде розширений

## Населення
Населення становить 603 осіб (із 355 сільських дворів).

## Відомі уродженці
- 1945 — Васильчук Петро Олександрович, заслужений будівельник України (2006).

## Галерея

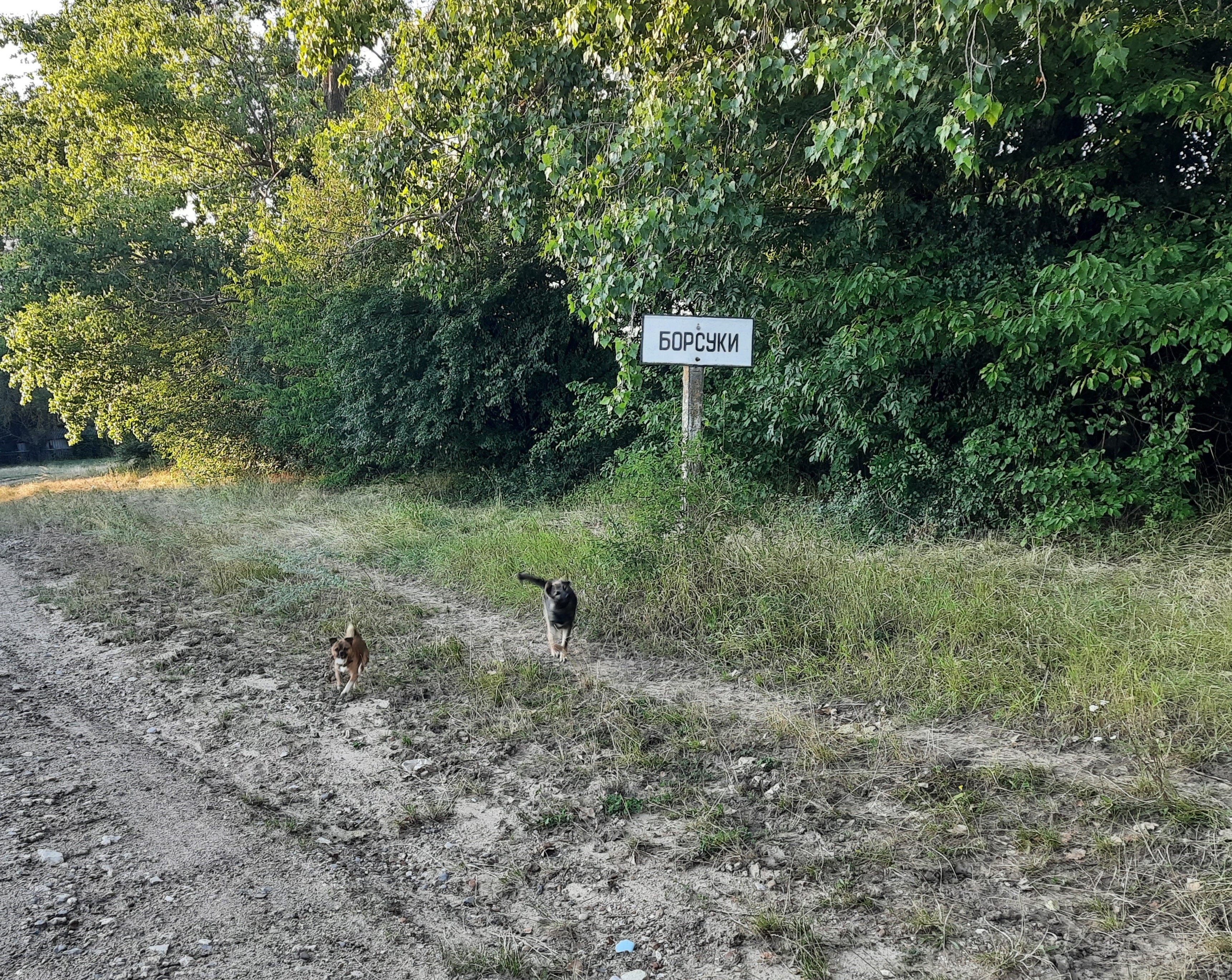
Дорожній знак при в'їзді в село
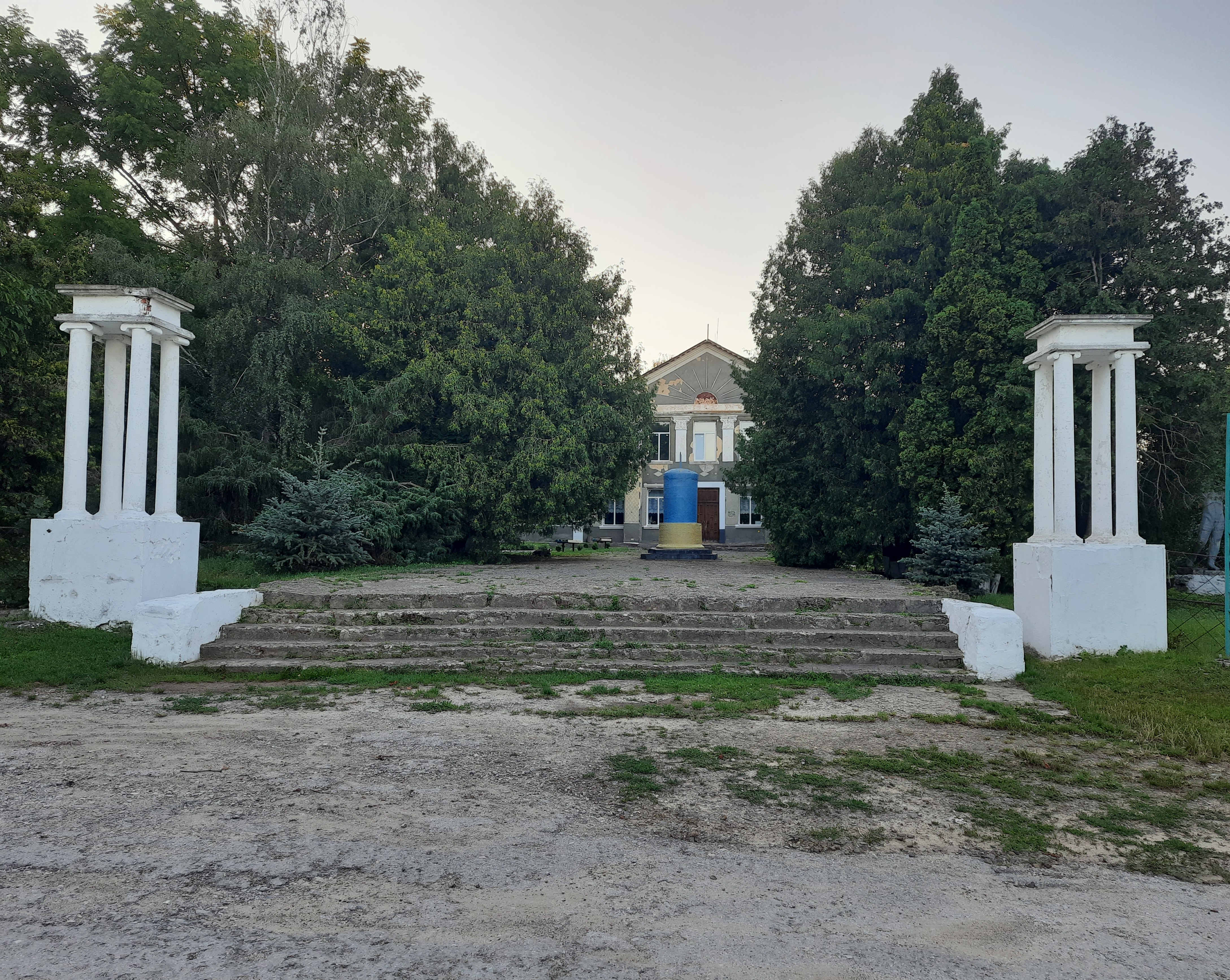
Будинок культури
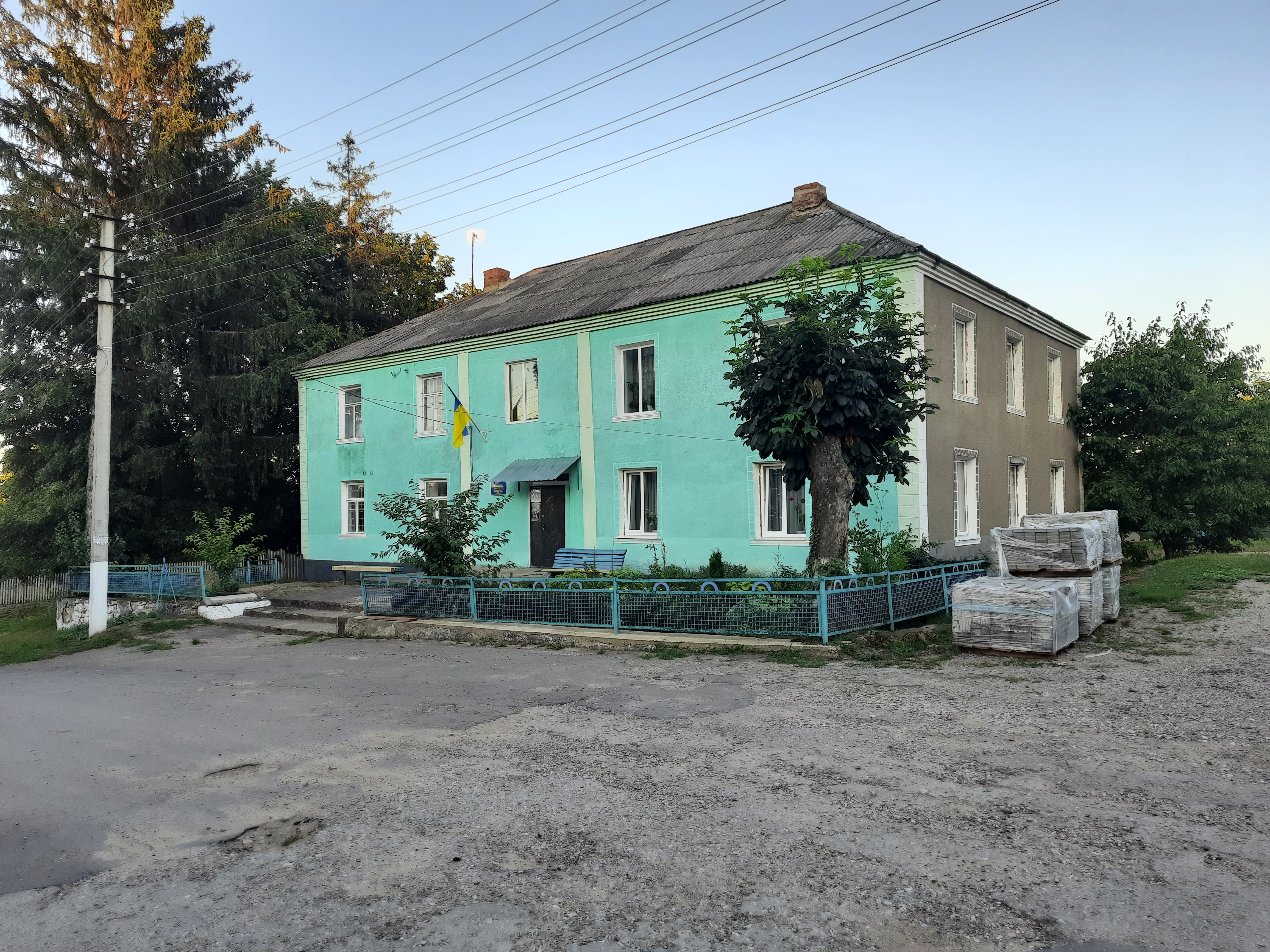
Старостат
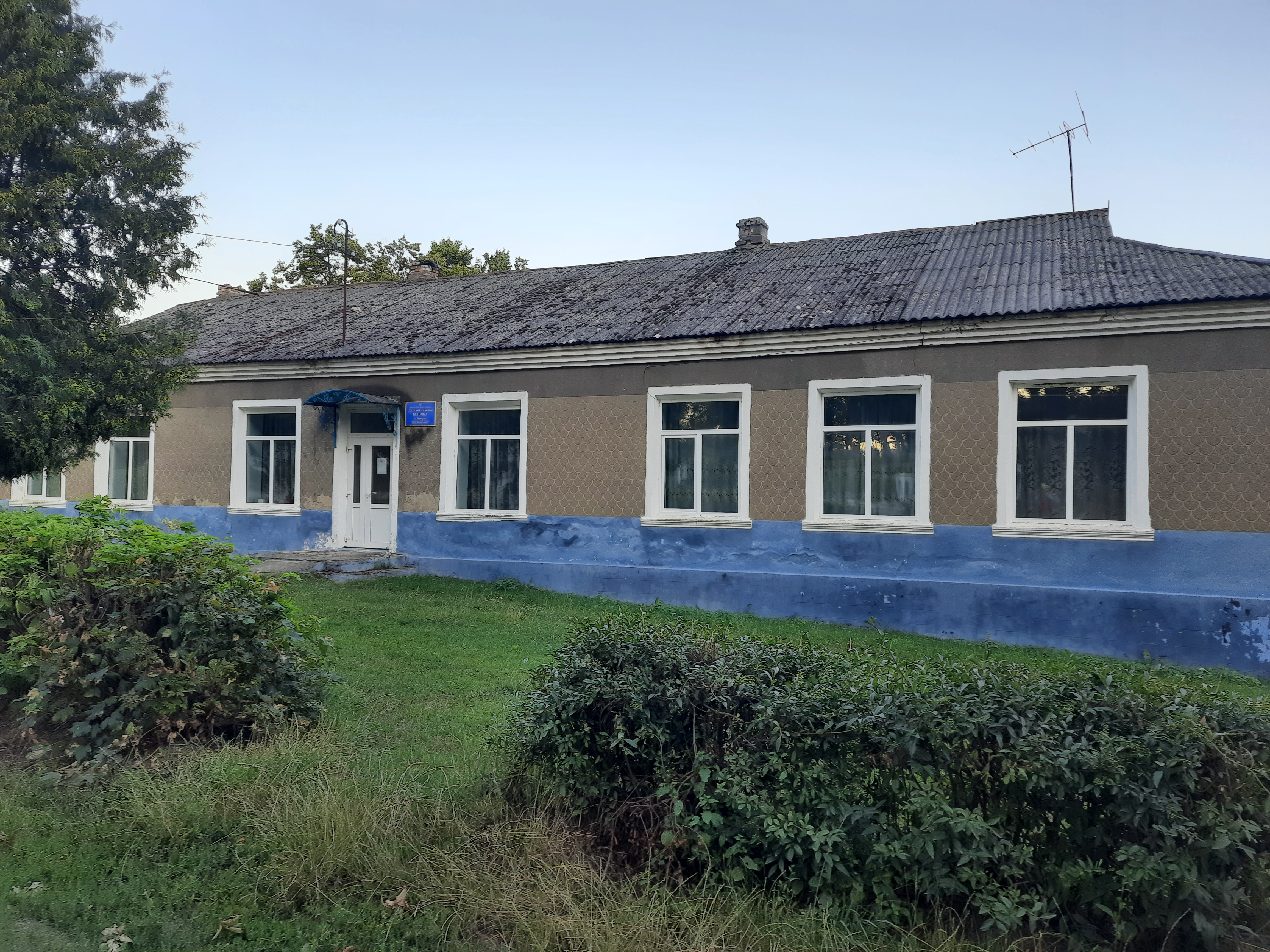
Дитячий садок
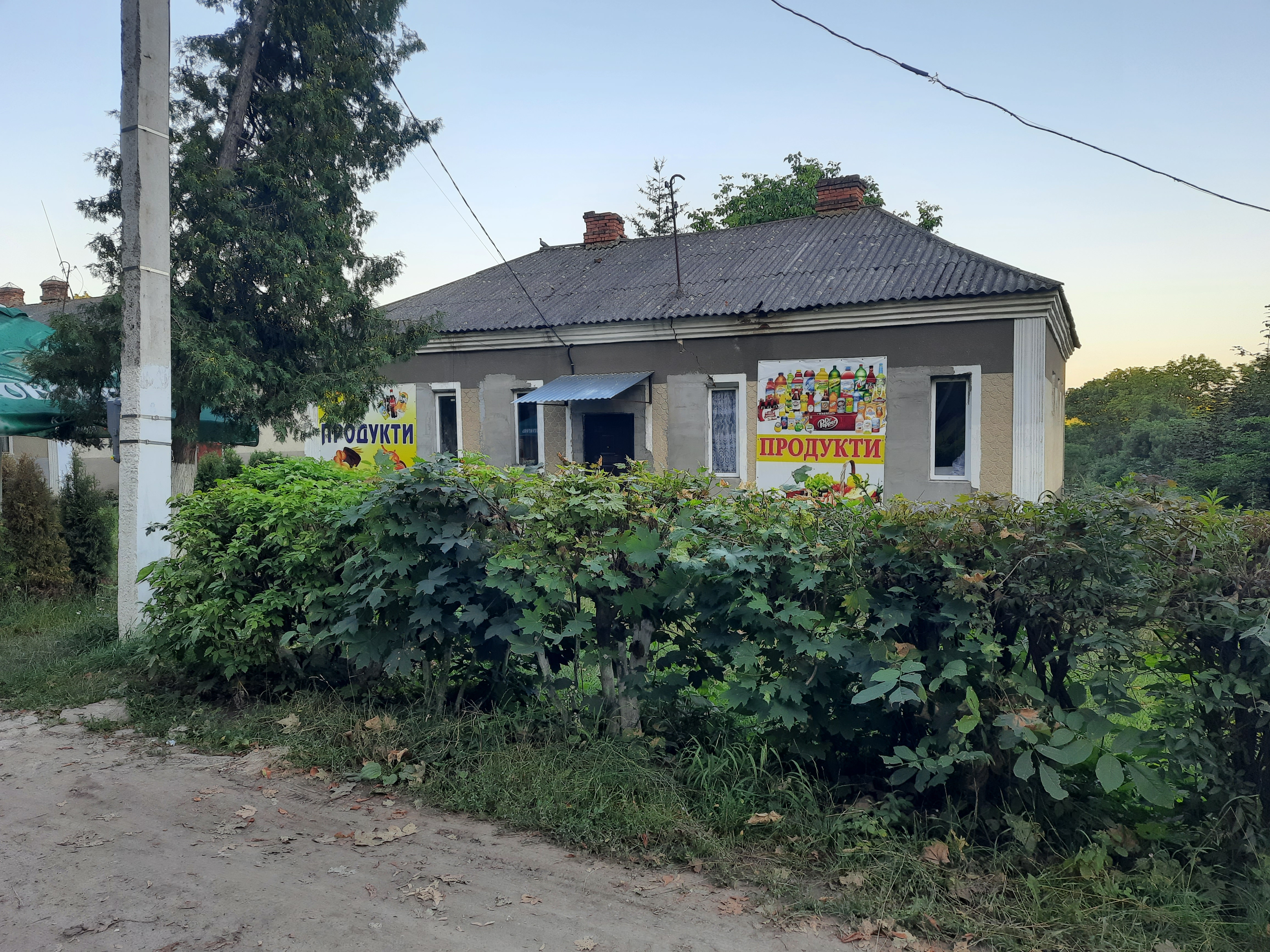
Крамниця